# Miguel Comesaña
Miguel Comesaña (1928. április 3. – 2011. július 14.) argentin nemzetközi labdarúgó-játékvezető. Teljes neve: Miguel Francisco Comesaña.

## Pályafutása

### Nemzeti játékvezetés
A küldési gyakorlat szerint rendszeres partbírói tevékenységet is végzett. Az I. Liga játékvezetőjeként vonult vissza.

### Nemzetközi játékvezetés
A Argentin labdarúgó-szövetség Játékvezető Bizottsága (JB) terjesztette fel nemzetközi játékvezetőnek, a Nemzetközi Labdarúgó-szövetség (FIFA) 1963-tól tartotta nyilván bírói keretében. A FIFA JB központi nyelvei közül a spanyolt beszéli. Több nemzetek közötti válogatott és klubmérkőzést vezetett, vagy működő társának partbíróként segített. Az aktív nemzetközi játékvezetéstől 1977-ben búcsúzott.

#### Labdarúgó-világbajnokság
A világbajnoki döntőhöz vezető úton Mexikóba a IX., az 1970-es labdarúgó-világbajnokságra és Argentínába a XI., az 1978-as labdarúgó-világbajnokságra a FIFA JB játékvezetőként alkalmazta. Selejtező mérkőzéseket a CONMEBOL zónában vezetett. 1978-ban kifejezetten partbírói feladatok ellátására vették igénybe felkészültségét. Öt csoportmérkőzésen, közte egy alkalommal egyes számú besorolást kapott, játékvezetői sérülés esetén továbbvezethette volna a találkozót. Partbírói mérkőzéseinek száma világbajnokságon: 5.

##### 1970-es labdarúgó-világbajnokság

###### Selejtező mérkőzés
| Időpont             | Helyszín                        | Mérkőzés típusa           | Mérkőzés          | Eredmény |
| ------------------- | ------------------------------- | ------------------------- | ----------------- | -------- |
| 1969. augusztus 21. | Nemzeti Stadion, Rio de Janeiro | előselejtező (2. csoport) | Brazília–Kolumbia | 6 : 2    |

##### 1978-as labdarúgó-világbajnokság

###### Selejtező mérkőzés
| Időpont           | Helyszín               | Mérkőzés típusa             | Mérkőzés          | Eredmény |
| ----------------- | ---------------------- | --------------------------- | ----------------- | -------- |
| 1977. február 20. | Városi Stadion, Bogotá | előselejtező (1. csoport)   | Kolumbia–Brazília | 0 : 0    |
| 1977. július 10.  | Városi Stadion, Cali   | előselejtező, döntő csoport | Brazília–Peru     | 0 : 3    |

#### Copa América
Uruguay rendezte az 1975-ös Copa América tornát, ahol a CONMEBOL JB hivatalnokként foglalkoztatta.

##### 1975-ös Copa América

###### Copa América mérkőzés
| Időpont              | Helyszín                          | Mérkőzés típusa              | Mérkőzés         | Eredmény | Nézők száma |
| -------------------- | --------------------------------- | ---------------------------- | ---------------- | -------- | ----------- |
| 1975. július 27.     | Olímpico Atahualpa Stadion, Quito | csoportmérkőzés (C. csoport) | Ecuador–Kolumbia | 1 : 3    | 45 000      |
| 1975. szeptember 30. | Mineirão Stadion, Belo Horizonte  | egyenes kieséses szakasz     | Brazília–Peru    | 0 : 3    | 25 000      |
| 1975. október 16.    | El Campín Stadion, Bogotá         | döntő első mérkőzés          | Kolumbia–Peru    | 1 : 0    | 50 000      |

#### Olimpiai játékok
Az 1964. évi nyári olimpiai játékok labdarúgó tornájának mérkőzésein a FIFA JB bírói szolgálatra alkalmazta. A FIFA JB elvárásának megfelelően, ha nem vezetett, akkor valamelyik működő társának segített partbíróként. Az egyik csoportmérkőzésen és az egyik elődöntőn mérkőzésvezető, valamint – két másik mérkőzés mellett – a Csehszlovákia–Magyarország olimpiai döntőn első számú partbíró lehetett. Vezetett olimpiai mérkőzéseinek száma: 2+3 (partbíró).

##### 1964. évi nyári olimpiai játékok
| Időpont           | Helyszín                       | Mérkőzés típusa              | Mérkőzés              | Eredmény |
| ----------------- | ------------------------------ | ---------------------------- | --------------------- | -------- |
| 1964. október 15. | Városi Stadion, Omija          | csoportmérkőzés (A. csoport) | Irán–Románia          | 0 : 1    |
| 1964. október 20. | Csicsibu Herceg Stadion, Tokió | egyik előselejtező           | Magyarország–Egyiptom | 6 : 0    |